# Gildia.pl
Gildia.pl – polska księgarnia internetowa.

## Historia
Portal internetowy Gildia.pl powstał w 2001 roku jako niezależny i autorski projekt skupiający fanów i profesjonalnych twórców związanych z szeroko rozumianą fantastyką. W roku 2005 w związku z osiągnięciem statusu największego portalu fantastycznego w Polsce, właściciele zdecydowali się na rozszerzenie formuły portalu do codziennie aktualizowanego serwisu kulturalnego.
Nazwa serwisu pochodzi od wyrazu „gildia” – określenia średniowiecznych stowarzyszeń kupieckich lub rzemieślniczych.

## Charakterystyka
Portal zajmuje się kulturą i rozrywką w szerokim rozumieniu: od literatury i komiksu, przez film i muzykę, po gry komputerowe, bitewne i RPG. Istnieją również działy zajmujące się popularyzowaniem nauki i badaniem niewyjaśnionych zjawisk paranaukowych. Formuła serwisu Gildia.pl obejmuje rozbudowane bazy danych, codzienne newsy, recenzje, felietony, polemiki, relacje z festiwali, konwentów i innych wydarzeń kulturalnych. Gildia.pl oferuje również swoim czytelnikom jedno z największych polskojęzycznych forów dyskusyjnych, a także sklep internetowy.
Portal był współorganizatorem konwentu Teleport.
Gildia.pl patronuje także wielu wartościowym wydawnictwom i wydarzeniom kulturalnym. Wśród stałych partnerów portalu warto wymienić wydawców – Prószyński Media, Zysk, Supernowa, dystrybutorów filmowych Gutek Film, Blink oraz organizatorów Międzynarodowego Festiwalu Debiutów Filmowych Młodzi i Film i Toruń Film Festival TOFFI.
Poza tym redakcja Gildia.pl współpracuje z większością wydawców książek oraz komiksów, a także dystrybutorów filmów, gier komputerowych i fabularnych w Polsce, takimi jak Cenega, Electronic Arts, IQ Publishing, Licomp Empik Media, Mag, SPI, Warner Bros., Vision, Vivarto.

## Oglądalność
Według wyników Megapanelu PBI/Gemius, w listopadzie 2006 roku portal Gildia.pl zanotował 4 854 742 odsłony i 461 237 tzw. „unikalnych użytkowników”. Liczby te w roku 2006 systematycznie rosły (uwzględniając sezonowe wahania – np. wakacje), m.in. prawie dwukrotnie wzrosła liczba użytkowników powracających (z 65tys do ponad 110tys).
Forum dyskusyjne portalu zanotowało w grudniu 2006 1099277 odsłon i 149550 użytkowników.
Z racji tematyki i „fantastycznych korzeni” serwis jest odwiedzany w dużej mierze przez osoby młode, studentów i uczniów (przedział wiekowy 15–24 lata odpowiada ponad 50% wszystkich użytkowników), choć znaczący odsetek stanowią też użytkownicy starsi (w przedziale wiekowym 25–44 lata znajduje się 27% użytkowników).

## Działy
- Centrum Konwentowe
- Gildia Filmu
- Gildia DVD
- Gildia Gier Bitewnych
- Gildia Gier Karcianych
- Gildia Gier Komputerowych
- Gildia Gier Planszowych
- Gildia Historii i Rycerstwa
- Gildia Horroru
- Gildia Komiksu
- Gildia Literatury
- Gildia Mangi i Anime
- Gildia Młodych
- Gildia Muzyki
- Gildia Nauki Popularnej
- Gildia Tajemnic
- Gildia Taktyki i Strategii
- Gildia Technologii
- Gildia RPG
- Gildia Star Wars
- Schron Nowej Gildii

## Forum
Integralną częścią portalu jest forum dyskusyjne, powstałe w 2002 roku. Struktura forum, pokrywa się ze strukturą portalu – każda Gildia ma wydzielone subforum. W 2024 roku forum zostało wyłączone.